# Mathías Nolesi
Mathías Nolesi (n. 06 de abril de 1975, San Andrés de Giles, Provincia de Buenos Aires) es un piloto argentino de automovilismo de velocidad. Reconocido a nivel nacional, fue campeón de la categoría Turismo 4000 Argentino en el año 2002, siendo su tercer campeón histórico y el primero de la marca Ford en esa categoría. Fue también subcampeón de la divisional TC Pista de la Asociación Corredores de Turismo Carretera en el año 2003, lo que le valió el ascenso a la divisional mayor: El Turismo Carretera. Desde el año 2004, compite exclusivamente en esa divisional, siendo representante de la marca Ford, al comando de un Ford Falcon.

## Trayectoria
1996: Debut en TC Regional, clase GTC

1997: TC Regional, clase GTC

1998: TC Regional, clase GTC

1999: TC Regional, clase GTB. Debut y subcampeonato

2000: TC Regional, clase GTA. Debut y campeonato

2001: Debut en Turismo 4000 Argentino

2002: Campeón de Turismo 4000 Argentino

2003: TC Pista, Debut y subcampeonato

2004: Turismo Carretera

2005: Turismo Carretera

2006: Turismo Carretera

2007: Turismo Carretera

2008: Turismo Carretera, Debut en TRV6.

2009: Turismo Carretera

2010: Turismo Carretera

2011: Turismo Carretera

2012: Turismo Carretera

2013: Turismo Carretera

2014: Turismo Carretera

2015: Turismo Carretera

- [2][3]

## Palmarés
| Título     | Categoría              | Automóvil   | Año  |
| ---------- | ---------------------- | ----------- | ---- |
| Campeón    | Turismo 4000 Argentino | Ford Falcon | 2002 |
| Subcampeón | TC Pista               | Ford Falcon | 2003 |

### Otras distinciones
| Título     | Categoría              | Automóvil   | Año  |
| ---------- | ---------------------- | ----------- | ---- |
| Subcampeón | TC Regional, Clase GTB | Ford Falcon | 1999 |
| Campeón    | TC Regional, Clase GTA | Ford Falcon | 2000 |